# Монтжуїцька телевежа
41°21′51″ пн. ш. 2°09′02″ сх. д. / 41.36417° пн. ш. 2.15056° сх. д.
Монжуїцька телевежа також відома як Вежа Калатрави та Вежа Телефоніка (кат. Torre de Comunicacions de Montjuïc) — телевежа, розташована на пагорбі Монтжуїк у районі Сантс-Монжуїк міста Барселона.

## Опис
Будівництво телевежі було розпочато в 1989 році, а її урочисте відкриття відбулося через три роки — до початку Олімпійських ігор 1992.
Архітектором споруди, створеної у стилі неофутуризму, є Сантьяго Калатрава. Вежа побудована в Олімпійському парку для потреб телерадіомовної компанії Telefónica.
Основа вежі покрита за технологією тренкадис «ламаної мозаїки» з уламків черепиці. Сама вежа зроблена з нержавіючої сталі, і сягає 136 м у висоту.
Вежа уособлює собою спортсмена, який тримає олімпійський вогонь, також є інші тлумачення форми вежі — хвіст кита, що входить у воду, і стріла на тятиві натягнутого лука.
В 2006 році приз, вручений переможцю гонки «Формули-1 Гран-прі Іспанії», був у вигляді телевежі Монтжуїк.